# Linia kolejowa nr 535
Linia kolejowa nr 535 – drugorzędna, zelektryfikowana, jednotorowa linia kolejowa łącząca rozjazd nr 7 na posterunku odgałęźnym Żakowice Południowe ze stacją Koluszki.